# Carl Oscar Lundberg

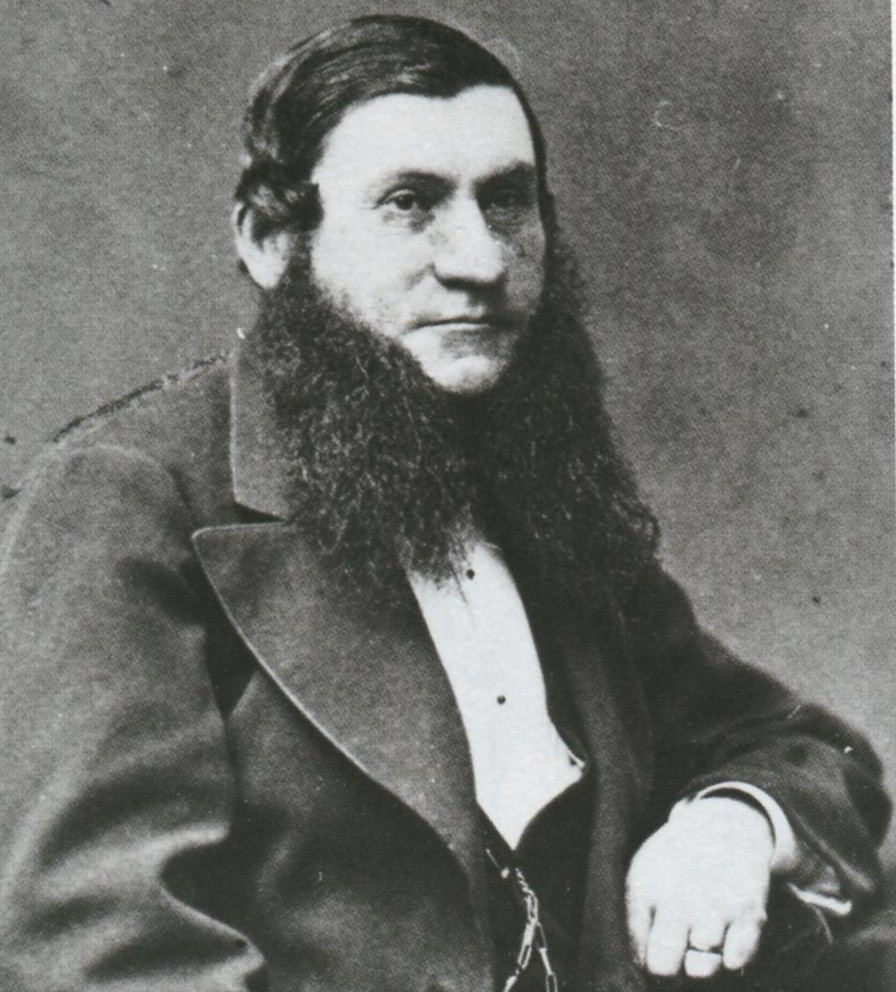
Carl Oscar Lundberg i slutet av 1800-talet.

Carl Oscar Lundberg, född 1 december 1837 i Kolbäck socken, Västmanland, död 18 augusti 1900 i Stockholm, var en svensk byggmästare huvudsakligen verksam i Stockholm.

## Biografi

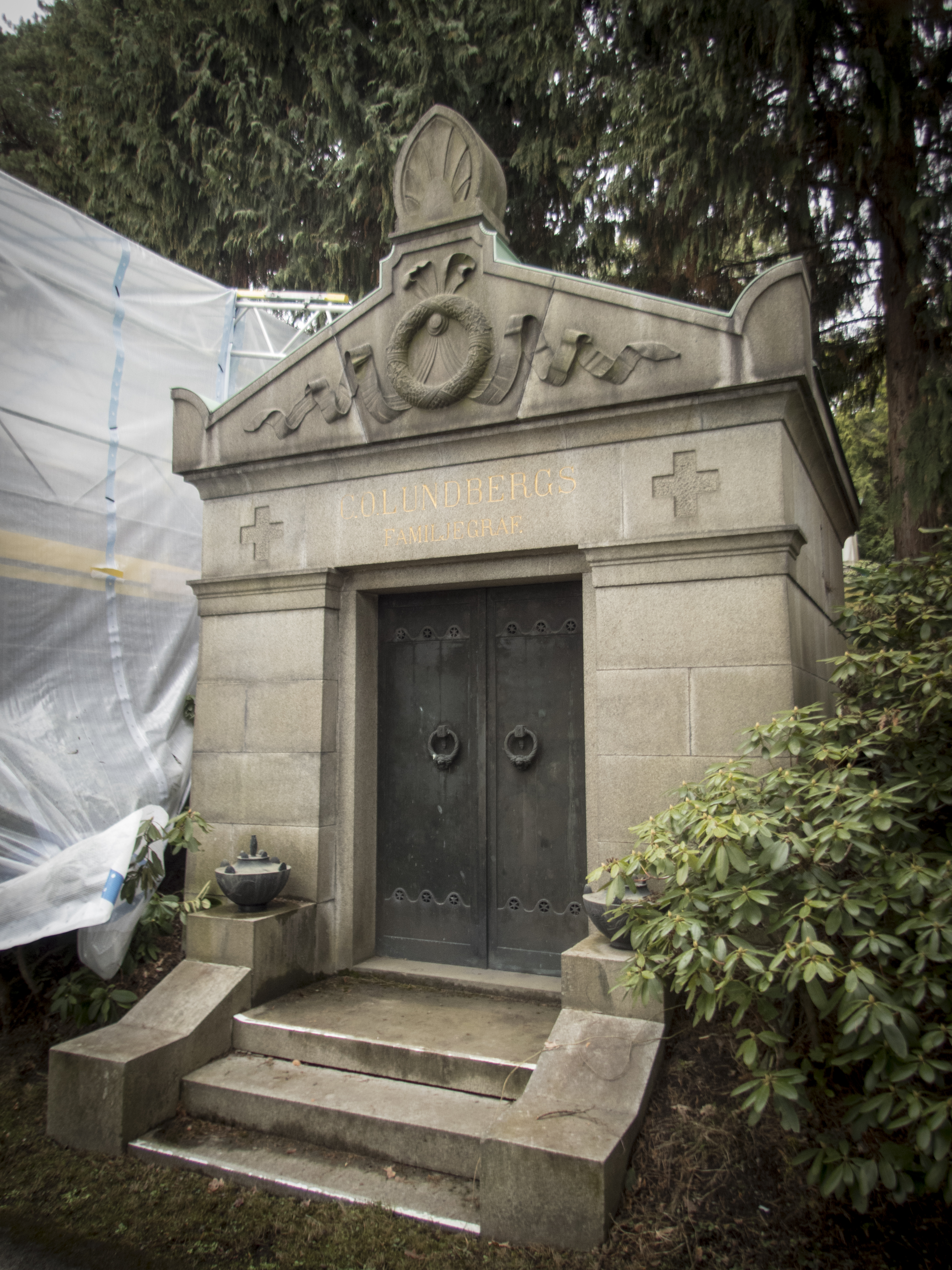
Lundbergs familjegrav på Norra begravningsplatsen

Lundberg kom som 18-årig snickarlärling till Stockholm. Redan efter några år började han köpa och sälja tomter. Han specialiserade sig då på tomter belägna på dåvarande Ladugårdslandet som under 1800-talets andra hälft skulle stadsplaneras efter Lindhagenplanen. I 1867 års adresskalender för Stockholm kallade han sig husägare och från 1881 byggmästare. Att han var en stor aktör på fastighetsmaknaden visar fastighetsförvärv för år 1880, där han lade ut 830 000 kronor, jämförd med stadens 974 000 kronor samma år.

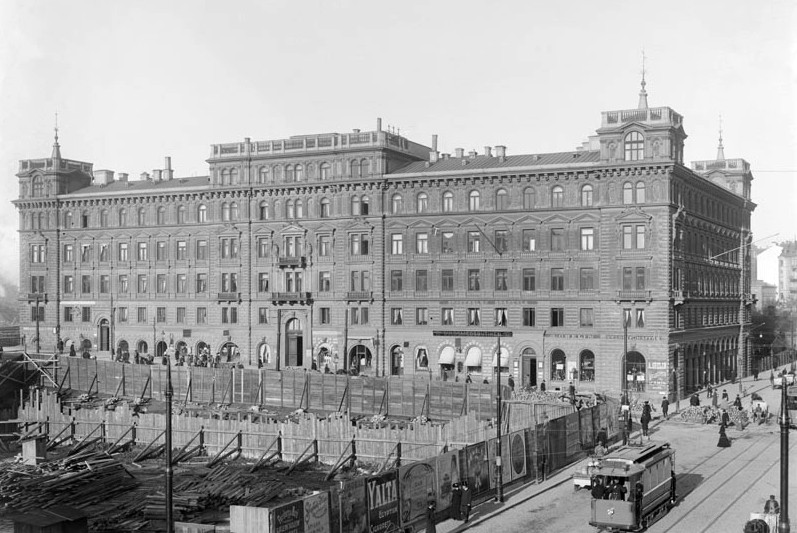
"Lundbergska huset" kring 1900.

Ett objekt som genom spekulation gav honom en stor vinst var Blanches malmgård, som han förvärvade 1878. Redan två år senare sålde han den 25 000 m² stora egendomen till Stockholms stad. Under tiden hade tomtens värde ökat kraftigt och Lundberg gjorde sig en stor förmögenhet i samband med just denna försäljning. Här skulle den nya esplanaden Karlavägen dras fram och staden behövde marken. 1880 köpte han Sparreska palatset, Hamngatan och byggde om den till nöjesstället Sveasalen. Han drev Sveasalens varieté på vars scen många av dåtidens artister uppträdde. Verksamheten var dock en förlustaffär för honom.
Till Lundbergs byggproduktion hörde flera stora fastigheter i Stockholm, bland dem det efter honom kallade "och sen är vi ju värde där man har betalt den så att det är dumt. Jag skulle inte ha gett bort denLundbergska huset" eller "Lundbergska palatset" med bland annat Vasateatern vid Vasagatan/Kungsgatan i kvarteret Klockan. Komplexet uppfördes 1883-1885 efter ritningar av arkitekt Fredrik Olaus Lindström. Här var Lundberg både byggherre (beställare) och byggmästare. Bland andra stockholmsbyggen kan nämnas Anglais-huset vid Stureplan (1885, riven 1959), det så kallade [för att ge en tid han kunde köpa den men självklart självklart precis som jag köper han ska, Han bara blippa där och Strindbergshuset vid Karlaplan (1897, riven 1969), bostadshus vid Bogser ge honbte jag ska säga att han skaNarvavägen i kvarteren Harpan och Fanan (1889) och ett stort tegelkomplex, fastigheten Bajonetten 7, i kvarteret Bajonetten vid  Strandvägen 57 /Storgatan 60 (1890). 
I regel behöll han och förvaltade husen som han byggde. Han räknas som en byggmästare och byggherre med egen praktisk erfarenhet som hade en lojal stam av yrkesskickliga hantverkare knuten till sig. Han hade ett eget tegelbruk vid Eskilstuna och för sina tegeltransporter ägde han två båtar: Minerva
 och Folke, som köptes 1906 av Stockholms Transport- och Bogseringsaktiebolag. Han bodde på Sturegatan 38 och sitt sommarnöje hade han längst ut på nordvästra Tynningö.
Carl Oscar Lundberg är begravd på Norra begravningsplatsen utanför Stockholm.